# Larry Fitzgerald
Larry Fitzgerald (Mineápolis, Minesota, Estados Unidos; 31 de agosto de 1983) es un jugador profesional de fútbol americano.  Juega en la posición de wide receiver y actualmente es agente libre.
Fue seleccionado por los Arizona Cardinals con la tercera selección global del draft de 2004 de la NFL. Jugó al fútbol americano colegial en la Universidad de Pittsburgh.

## Carrera

### NFL

#### Arizona Cardinals
Fitzgerald salió de la Universidad de Pittsburgh tras un tremendo año donde atrapó 92 pases para 1672 yardas y 22 TDs. 
En 2004, Fitzgerald tuvo 58 recepciones para 780 yardas y 8 touchdowns.  
En 2005, lideró la NFL con 103 recepciones para 1409 yardas y 10 touchdowns y fue seleccionado para su primer Pro Bowl.  Fitzgerald, junto con su compañero Anquan Boldin, fueron considerados como una de las duplas más peligrosas de la NFL. En 2003, los receptores de los Arizona Cardinals se convirtieron tan solo el tercer dúo de la historia en cachar más de 100 pases cada uno, y además ambos tuvieron más de 1400 yardas. 
En 2006, Fitzgerald estuvo lesionado y se perdió parte de la temporada, pero aun así produjo 69 recepciones para 946 yardas y 6 touchdowns. 
En 2007, Fitzgerald fue nombrado a su segundo Pro Bowl, al producir 100 recepciones para 1409 yardas y 10 touchdowns. Al terminar la temporada 2007 Fitzgerald firmó un contrato por 4 años por 40 millones de dólares.
Durante la postemporada de 2008 en el juego de campeonato de la NFC, Fitzgerald empató el récord de la NFL con tres recepciones de touchdown en un juego de playoffs, todas ocurrieron en la primera mitad, el primer jugador hacerlo en un juego de campeonato de conferencia. Fitzgerald también estableció el récord de más yardas en una postemporada con 419, pasando a Jerry Rice, y los Cardenales representaron a la NFC en el Super Bowl XLIII. En el Super Bowl XLIII Fitzgerald atrapó 7 pases, para 127 yardas, con 2 touchdowns, en la derrota de los Cradinals 27-23 ante los Pittsburgh Steelers. En el Pro Bowl 2009 Fitzgerald atrapó 5 pases, para 81 yardas, con 2 touchdowns, y fue nombrado como el jugador más valioso del juego.

## Estadísticas
| Año  | Equipo | J   | JT  | Rec | Yardas | Prom. | Larga | TD |
| 2004 | ARI    | 16  | 16  | 58  | 780    | 13.4  | 48    | 8  |
| 2005 | ARI    | 16  | 16  | 103 | 1,409  | 13.7  | 47    | 10 |
| 2006 | ARI    | 13  | 13  | 69  | 946    | 13.7  | 57    | 6  |
| 2007 | ARI    | 15  | 15  | 100 | 1,409  | 14.1  | 48T   | 10 |
| 2008 | ARI    | 16  | 16  | 96  | 1,431  | 14.9  | 78T   | 12 |
| 2009 | ARI    | 16  | 16  | 97  | 1,092  | 11.3  | 34T   | 13 |
| 2010 | ARI    | 16  | 15  | 90  | 1,137  | 12.6  | 41T   | 6  |
| 2011 | ARI    | 16  | 16  | 80  | 1,411  | 17.6  | 73T   | 8  |
| Tot. | ARI    | 124 | 123 | 693 | 9,615  | 13.9  | 78T   | 73 |